# Ella Sophia Armitage
Ella Sophia Armitage (nombre de nacimiento Ella Sophia Bulley, 3 de marzo de 1841 – 20 de marzo de 1931) fue una historiadora y arqueóloga inglesa. Nació en Liverpool y fue la segunda hija de Samuel Marshall Bulley, un comerciante de algodón, y Mary Rachel Raffles. En octubre de 1871, fue una de las primeras estudiantes en ingresar al Newnham College de la Universidad de Cambridge y se convirtió en la primera estudiante investigadora de la universidad en 1874. Ese mismo año se casó con el reverendo Elkanah Armitage, con quien tuvo dos hijos. Enseñó historia en Owens College en Mánchester de 1877 a 1879, donde desarrolló su interés en los terraplenes y castillos medievales. En 1887, se convirtió en la primera mujer en formar parte de la junta escolar en Rotherham y en 1894 fue nombrada asistente de James Bryce en la Royal Commission on Secondary Education, para investigar la educación de las niñas en Devon.
Armitage —junto con John Horace Round, George Neilson y Goddard Henry Orpen— probó en una serie de publicaciones que los castillos británicos de Mota y Bailey, que previamente se suponían de origen anglosajón, no se construyeron hasta después de la conquista normanda de Inglaterra en 1066; su libro The Early Norman Castles of the British Isles es considerado un trabajo fundamental sobre el tema.

## Obra
- The Childhood of the English Nation or the Beginnings of English History. Londres: Longmans, Green, and Co. 1877.
- Richard I and Edward I. Londres: Longmans, Green, and Co. 1881.
- The Connection Between England and Scotland. Londres: Rivingtons. 1885.
- A key to English Antiquities: with special reference to the Sheffield and Rotherham district. Londres: J. M. Dent & Co. 1905.
- The Early Norman Castles of the British Isles. Londres: J. Murray. 1912.